# Bosmierlieveheersbeestje
Het bosmierlieveheersbeestje (Coccinella magnifica) is een kever uit de familie van de lieveheersbeestjes (Coccinellidae).

## Kenmerken
Het bosmierlieveheersbeestje wordt 6 tot 8 millimeter lang. Ze hebben 5 tot 11 vlekken. De lichte zijvlek van het halsschild strekt zich naar achteren uit tot over het midden. Het lijkt sterk op het in onze omgeving veel algemenere zevenstippelig lieveheersbeestje. Bij het bosmierlieveheersbeestje heeft het halsschild afgeronde hoeken aan de voorkant, is het achterlijf meer afgerond en bevinden zich aan de onderzijde witte driehoekjes achter de middelste en achterste pootparen (bij het zevenstippelig lieveheersbeestje alleen bij het middelste pootpaar).

## Leefwijze
Het bosmierlieveheersbeestje voedt zich met bladluizen. Het is de enige soort in de onderfamilie Coccinellinae die samenleeft met mieren. Zij worden buiten de "bladluizenkolonies" van de mieren door de mieren nauwelijks aangevallen. Waarschijnlijk hebben ze een chemische bescherming tegen mierenaanvallen.

## Verspreiding en leefgebied
De soort komt voor in een groot deel van het Palearctisch gebied. In het noordwestelijk deel van hun areaal leven ze in de buurt van mieren (met name de rode bosmier) maar in de rest van het areaal niet. Het lieveheersbeestje profiteert van de mier, aangezien deze mier met feromonen een netwerk van het nest naar kolonies van bladluizen aanlegt. Deze stoffen kunnen worden opgepikt door het lieveheersbeestje.